# Japanese Academy Award/Beste Hauptdarstellerin
Seit der ersten Verleihung 1978 werden bei den Japanese Academy Awards die besten Schauspielerinnen in einer Hauptrolle in der Kategorie Beste Hauptdarstellerin (最優秀主演女優賞, sai yūshū shuen joyū shō) geehrt.
Die Filme sind nach dem Jahr der Verleihung aufgeführt.

## Preisträger und Nominierte

### 1978–1979
| Jahr | Preisträger    | für den Film             | Nominierungen |
| 1978 | Shima Iwashita | Melodie in Grau          | Keiko Kishi für Akuma no temari-uta Momoe Yamaguchi für Kiri-no-hata, Dorodarake no junjō und Shunkinsho Chieko Baisho für Shiawase no kiiroi hankachi, Otoko wa tsurai yo: Torajiro to tonosama und Otoko wa tsurai yo: Torajiro gambare! Kumiko Akiyoshi für Totsuzen arashi no youni, Sugata Sanshiro und Hakkodasan |
| 1979 | Shinobu Ōtake  | Mordprozess Hiroshi Ueda | Kazuko Yoshiyuki für Im Reich der Leidenschaft Naomi Tani für Dan Oniroku bara no nikutai Keiko Matsuzaka für Mordprozess Hiroshi Ueda Meiko Kaji für Sonezaki shinju |

### 1980–1989
| Jahr | Preisträger      | für den Film                                                                                     | Nominierungen |
| 1980 | Kaori Momoi      | Mo hozue wa tsukanai und Kamisamaga kureta akanbō                                                | Shinobu Ōtake für Ah! Nomugi toge Junko Miyashita für Akai kami no onna Keiko Matsuzaka für Haitatsu sarenai santsu no tegami Hideko Takamine für Shodo satsujin: Musuko yo                                          |
| 1981 | Chieko Baisho    | Ein ferner Schrei im Frühling und Otoko wa tsurai yo: Torajiro haibisukasu no hana               | Sayuri Yoshinaga für Dōran Setsuko Karasuma für Shiki Natsuko Naoko Otani für Zigeunerweisen Keiko Matsuzaka für Warui yatsura                                                                                       |
| 1982 | Keiko Matsuzaka  | Seishun no mon und Otoko wa tsurai yo: Naniwa no koino torajiro                                  | Shima Iwashita für Akuryo-To Kaori Momoi für Der Dieb und die Geisha Chieko Baisho für Eki Station Eri Ishida für Enrai                                                                                              |
| 1983 | Keiko Matsuzaka  | Die Todestreppe und Dōtonborigawa                                                                | Kaori Momoi für Verdacht Masako Natsume für Kirūin Hanako no shōgai Yūko Tanaka für The Rape Ayumi Ishida für Yaju-deka und Otoko wa tsurai yo: Torajiro ajisai no koi                                               |
| 1984 | Rumiko Koyanagi  | Hakujasho                                                                                        | Yūko Tanaka für Amagi goe und Otoko wa tsurai yo: Hana mo arashi mo Torajiro Masako Natsume für Gyoei no mure und Jidai-ya no nyobo Sumiko Sakamoto für Die Ballade von Narayama Kimiko Ikegami für Yokiro           |
| 1985 | Sayuri Yoshinaga | Tengoku no eki und Ohan                                                                          | Nobuko Miyamoto für Beerdigungszeremonie Masako Natsume für MacArthurs Kinder Keiko Matsuzaka für Shanhai bansukingu und Kesho Miwako Fujitani für Umitsubame Jyo no kiseki und Chihei-sen                           |
| 1986 | Mitsuko Baisho   | Ikiteru uchiga hana nanoyo shin-dara sore madeyo to sengen, Koibumi und Tomo yo shizukani nemure | Yukiyo Toake für Hana ichimonme und Kai Shima Iwashita für Ma no toki, Shokutaku no nai ie und Seijo densetsu Hiroko Yakushimaru für W no higeki Sayuri Yoshinaga für Yumechiyo nikki                                |
| 1987 | Ayumi Ishida     | Kataku no hito und Tokei – Adieu l’hiver                                                         | Shima Iwashita für Gokudō no onna-tachi und Yari no gonza Keiko Matsuzaka für Kataku no hito und Hakō kirameku hate Ruriko Asaoka für Rokumeikan Chieko Baisho für Verschollen im Schnee und Rikon shinai onna       |
| 1988 | Nobuko Miyamoto  | Die Steuerfahnderin                                                                              | Sayuri Yoshinaga für Eiga joyu Yuki Saito für Koisuru onnatachi und Totto Channel Yoshiko Mita für Wakarenu riyu Yukiyo Toake für Yogisha, Gokudo no onna-tachi 2 und Hotaru-gawa                                    |
| 1989 | Sayuri Yoshinaga | Tsuru und Hana no ran                                                                            | Narumi Yasuda für Bakayarō!: Watashi okkote masu und Marilyn ni aitai Nobuko Miyamoto für Die Steuerfahnderin schlägt wieder zu Keiko Matsuzaka für On'na sakasemasu Yuki Saito für Yushun und Sayonara no onnatachi |

### 1990–1999
| Jahr | Preisträger       | für den Film                      | Nominierungen |
| 1990 | Yoshiko Tanaka    | Schwarzer Regen                   | Junko Fuji für A un Yūko Kotegawa für Hana no furu gogo Yoshiko Mita für Rikyu, der Teemeister, Gokudo no onna-tachi: San-daime ane und Otoko wa tsurai yo: Torajiro sarada kinenbi Yukiyo Toake für Shaso                |
| 1991 | Keiko Matsuzaka   | Stachel des Todes                 | Nobuko Miyamoto für Geisha des Glücks Shima Iwashita für Gokudo no onna-tachi: Saigo no tatakai und Shonen jidai Yoshiko Sakuma für Isan sōzoku Riho Makise für Tsugumi und Tōkyō jōkū irasshaimase                       |
| 1992 | Tanie Kitabayashi | Daiyukai                          | Sachiko Murase für Rhapsodie im August Youki Kudoh für Sensō to seishun Kanako Higuchi für Shimanto-gawa und Kagerō Shima Iwashita für Shin gokudo no onna-tachi                                                          |
| 1993 | Yoshiko Mita      | Toki rakujitsu                    | Sayuri Yoshinaga für Gekashitsu und Tengoku no Taizai Yōko Minamino für Kantsubaki und Watashi o daite soshite kisu shite Nobuko Miyamoto für Die Kunst der Erpressung Shinobu Ōtake für Shinde mo ii und Fukkatsu no asa |
| 1994 | Emi Wakui         | Niji no hashi                     | Shima Iwashita für Shin gokudo no onna-tachi: Kakugoshiiya Ruby Moreno für Wo liegt der Mond? Isako Washio für Waga ai no uta – Taki Rentaro monogatari Sayuri Yoshinaga für Yume no onna                                 |
| 1995 | Saki Takaoka      | Chushingura gaiden yotsuya kaidan | Yumi Adachi für Ie naki ko Tomoko Yamaguchi für Izakaya yurei Sayuri Yoshinaga für Onna zakari Rino Katase für Shinonomerō onna no ran                                                                                    |
| 1996 | Yūko Asano        | Kura                              | Kumiko Akiyoshi für Fukai kawa Yasuko Sawaguchi für Himeyuri no tō Michiko Hada für Hito de nashi no koi Yukiyo Toake für Nihon ichi mijikai 'Haha' e no tegami                                                           |
| 1997 | Tamiyo Kusakari   | Shall we dance?                   | Eri Fukatsu für Haru Ayumi Ishida für Gakko II Chara für Swallowtail Nobuko Miyamoto für Sūpah no onna |
| 1998 | Hitomi Kuroki     | Shitsurakuen                      | Nobuko Miyamoto für Marutai no onna Kyoka Suzuki für Radio-Zeit Miho Nakayama für Tokyo biyori Misa Shimizu für Der Aal                                                                                                   |
| 1999 | Mieko Harada      | Ai o kou hito                     | Sayuri Yoshinaga für Diary of Early Winter Shower Shinobu Ōtake für Gakko III Kayoko Kishimoto für Hana-Bi Nanako Matsushima für Ringu                                                                                    |

### 2000–2009
| Jahr | Preisträger      | für den Film                                  | Nominierungen |
| 2000 | Shinobu Ōtake    | Poppoya                                       | Kyoka Suzuki für 39 keihō dai sanjūkyū jō Ryōko Hirosue für Himitsu Shinobu Ōtake für Kuroi ie Shigeru Muroi für Nodo jiman                                          |
| 2001 | Sayuri Yoshinaga | Nagasaki burabura bushi                       | Yoshiko Miyazaki für Nach dem Regen Rena Tanaka für Hatsukoi Mitsuko Mori für Kawa no nagare no you ni Nanako Matsushima für Whiteout                                |
| 2002 | Keiko Kishi      | Kah-chan                                      | Yūko Tanaka für Hotaru Kyōko Koizumi für Kaza-hana Sayuri Yoshinaga für Sennen no koi: Hikaru Genji monogatari Narumi Yasuda für Taiga no itteki                     |
| 2003 | Rie Miyazawa     | Samurai in der Dämmerung                      | Kanako Higuchi für Amida-do dayori Makiko Esumi für Inochi Mieko Harada für Out Kyoka Suzuki für Ryōma no tsuma to sono otto to aijin                                |
| 2004 | Shinobu Terajima | Akame shijuya taki shinju misui               | Shinobu Ōtake für Ashura no gotoku Aya Ueto für Azumi Arisa Mizuki für Bokunchi Yuko Takeuchi für Yomigaeri                                                          |
| 2005 | Kyoka Suzuki     | Blood & Bones                                 | Takako Tokiwa für Akai tsuki Yuko Takeuchi für Ima, ai ni yukimasu Takako Matsu für The Hidden Blade Kyōko Fukada für Shimotsuma monogatari                          |
| 2006 | Sayuri Yoshinaga | Kita no zeronen                               | Koyuki für Always san-chōme no yūhi Yuko Takeuchi für Haru no yuki Mika Nakashima für Nana Yoshino Kimura für Semishigure                                            |
| 2007 | Miki Nakatani    | Kiraware Matsuko no Isshō                     | Rei Dan für Love and Honor – Bushi no ichibun Masami Nagasawa für Nada sō sō Kanako Higuchi für Ashita no kioku Yasuko Matsuyuki für Hula Girls                      |
| 2008 | Kirin Kiki       | Tōkyo Tower – Okan to boku to, tokidoki, oton | Shinobu Terajima für Ai no rukeichi Miki Nakatani für Jigyaku no uta Rie Miyazawa für Orion-za kara no shōtaijō Yukie Nakama für Ōoku                                |
| 2009 | Tae Kimura       | Gururi no koto                                | Sayuri Yoshinaga für Kâbê Sayuri Yoshinaga für Maboroshi no Yamataikoku Ryōko Hirosue für Nokan – Die Kunst des Ausklangs Yukie Nakama für Watashi wa kai ni naritai |

### 2010–2020
| Jahr | Preisträger    | für den Film                | Nominierungen |
| 2010 | Takako Matsu   | Viyon no tsuma              | Doona Bae für Kûki ningyô Haruka Ayase für Oppai barê Aoi Miyazaki für Shonen merikensakku Ryôko Hirosue für Zero no shôten                                                                                 |
| 2011 | Eri Fukatsu    | Akunin                      | Takako Matsu für Geständnisse Sayuri Yoshinaga für Otôto Shinobu Terajima für Kyatapirâ Hiroko Yakushimaru für Kondo wa aisaika                                                                             |
| 2012 | Mao Inoue      | Yôkame no semi              | Miki Nakatani für Hankyu densha Aoi Miyazaki für Tsure ga utsu ni narimashite. Masami Nagasawa für Moteki Eri Fukatsu für Sutekina kanashibari                                                              |
| 2013 | Kirin Kiki     | Waga Haha no Ki             | Tamiyo Kusakari für Tsui no Shintaku Erika Sawajiri für Helter Skelter Takako Matsu für Yume Uru Futari Sayuri Yoshinaga für Kita no Kanaria Tachi                                                          |
| 2014 | Yōko Maki      | Sayonara Keikoku            | Aya Ueto für Bushi no Kondate Machiko Ono für Soshite Chichi ni Naru Aoi Miyazaki für Fune o Amu Kazuko Yoshiyuki für Tokyo Kazoku                                                                          |
| 2015 | Rie Miyazawa   | Kami no Tsuki               | Sakura Andō für 0.5mm Chizuru Ikewaki für Soko nomi nite Hikari Kagayaku Mao Inoue für Shirayuki Hime Satsujin Jiken Fumi Nikaidō für Watashi no Otoko Sayuri Yoshinaga für Fushigi na Misaki no Monogatari |
| 2016 | Sakura Andō    | Hyakuen no Koi              | Haruka Ayase für Unsere kleine Schwester Kasumi Arimura für Biri Gal Kirin Kiki für Kirschblüten und rote Bohnen Sayuri Yoshinaga für Haha to Kuraseba                                                      |
| 2017 | Rie Miyazawa   | Her Love Boils Bathwater    | Shinobu Otake für Black Widow Business Haru Kuroki für A Bride for Rip Van Winkle Suzu Hirose für Chihayafuru: Kami no Ku Aoi Miyazaki für Rage                                                             |
| 2018 | Yū Aoi         | Birds Without Names         | Yui Aragaki für Mixed Doubles Tao Tsuchiya für The 8-Year Engagement Masami Nagasawa für Before We Vanish Yuriko Yoshitaka für Yurigokoro                                                                   |
| 2019 | Sakura Andō    | Shoplifters – Familienbande | Haru Kuroki für Every Day a Good Day Ryoko Shinohara für The House Where the Mermaid Sleeps Mayu Matsuoka für Tremble All You Want Sayuri Yoshinaga für Sakura Guardian in the North                        |
| 2020 | Shim Eun-kyung | The Journalist              | Fumi Nikaidō für Fly Me to the Saitama Mayu Matsuoka für Listen to the Universe Rie Miyazawa für No Longer Human Sayuri Yoshinaga für The Bucket List                                                       |